# Martin Jørgensen
Lars Martin Jørgensen, IPA: ['jøːrensen] (Ryomgård, 6 ottobre 1975), è un ex calciatore danese, di ruolo centrocampista.

## Biografia
È fratello del calciatore Mads Jørgensen. Sposato con Marianne, ha due figli.
Dopo la fine della carriera calcistica, è tornato a fare l'autista di autobus per l'azienda di famiglia, la De Graa Busser.

## Caratteristiche tecniche
Era un centrocampista dotato di ottima tecnica, rapido e veloce. Disciplinato tatticamente, Alberto Zaccheroni, suo allenatore ai tempi dell'Udinese, lo soprannominò il computer per via di come seguiva le sue indicazioni.

## Carriera

### Club

#### Aarhus
Cresciuto nelle zone di Ryomgaard, nel Djursland, Jørgensen iniziò la sua carriera in un piccolo club locale, lo IF Midtdjurs, passando in giovane età nella squadra principale della sua zona, l'Aarhus. Nello stesso tempo iniziò a essere selezionato per le varie rappresentative giovanili danesi sin dal 1991. Debuttò in prima squadra con l'Aarhus nel 1993 conquistandosi in breve tempo il posto da titolare e arrivando a vincere la Coppa di Danimarca nel 1996. Nello stesso anno ottenne il riconoscimento come miglior danese Under-21.

#### Udinese

Jørgensen in azione all'Udinese nel precampionato 2000-2001

La clausola rescissoria prevista dal contratto con l'AGF consentiva a Jørgensen di lasciare il club nell'aprile del 1997. Andò quindi a giocare in Italia, all'Udinese, in cui già militava il connazionale Thomas Helveg. Al primo anno in Serie A giunse al terzo posto con la squadra friulana.

#### Fiorentina
Dopo sette anni in maglia bianconera, nel 2004 venne acquistato in compartecipazione dalla rifondata Fiorentina, appena tornata in massima serie. La prima stagione in maglia viola, complice anche l'andamento della squadra, fu caratterizzata da alti e bassi, tanto che a fine stagione la società decise di non riscattarne l'altra metà del cartellino. La compartecipazione venne risolta alle buste e qui sopraggiunse una grossa sorpresa: mentre i friulani non offrirono alcunché, i toscani presentarono una cifra di 500 euro, un'offerta considerata offensiva per la dignità del calciatore ma sufficiente per inserire il centrocampista danese in rosa.
Iniziò la stagione 2007-2008 fuori dal campo per un infortunio muscolare, rientrando lentamente e riuscendo a reinventarsi nel ruolo di terzino destro, a causa dello spostamento di Tomas Ujfalusi al centro della difesa. La stagione 2008-2009 venne quasi completamente compromessa da una seria malattia: una forte influenza con incremento della cefalea, una forma virale che interessa le meningi (anche se non si tratta di una vera meningite).
Una volta guarito tornò ad allenarsi ma venne bloccato di nuovo da altri problemi di salute, tra cui anche il gonfiarsi di alcuni linfonodi, che lo tennero lontano dai campi quasi fino al termine della stagione. Riuscì a guarire completamente e a disputare le ultime partite del campionato, risultando decisivo con un gol che permise alla Fiorentina di pareggiare con il Lecce, raggiungendo per la seconda volta consecutiva la qualificazione per i preliminari di UEFA Champions League. Nel 2009 realizza il gol del momentaneo pareggio tra Fiorentina e Liverpool, ad Anfield, contribuendo alla vittoria della squadra viola per 2-1 e alla matematica conquista del primo posto nel Girone E della Champions League.

#### Ritorno all'Aarhus
Il 1º febbraio 2010, dopo settimane in cui il giocatore chiedeva alla società viola di andare via, è tornato a giocare nella squadra con cui aveva esordito tra i professionisti, l'Aarhus, nella convinzione di poter giocare di più in vista dei Mondiali in Sudafrica. A fine 2014 decide di ritirarsi dal calcio giocato.

### Nazionale
Oltre alle numerose presenze nelle nazionali giovanili, Jørgensen è una pedina stabile della nazionale maggiore danese. L'esordio avvenne durante la sua prima stagione in Italia, quando militava nell'Udinese: a convocarlo nel marzo 1998 fu il tecnico Bo Johansson che lo confermò anche fra i 22 selezionati per il campionato del mondo 1998 in Francia, dove giocò tutte e cinque le partite della rappresentativa, segnando anche uno dei gol nella sconfitta per 2-3 patita dalla Danimarca ai quarti di finale contro il Brasile.
Successivamente venne convocato da Johansson per rappresentare la Danimarca al campionato d'Europa 2000, nonostante fosse infortunato: nella fase finale in Belgio e Paesi Bassi giocò una sola gara, complice anche la prematura eliminazione della squadra. Il suo secondo mondiale fu quello di Corea del Sud-Giappone 2002, sotto la guida di Morten Olsen, dove giocò tutte e tre le partite del girone prima di infortunarsi. Al campionato d'Europa 2004 in Portogallo giocò tutte e quattro le gare della nazionale prima dell'eliminazione.
Il 27 giugno 2010 Jørgensen, assieme al compagno Jesper Grønkjær, lascia la nazionale; tuttavia il successivo 30 ottobre viene richiamato dal selezionatore Olsen, in modo da permettergli di raggiungere lo storico traguardo delle 100 presenze. In totale conta 102 presenze e 12 gol con la maglia della nazionale danese.
Il 24 febbraio 2015 entra a far parte dello staff della nazionale, agli ordini di Olsen.

## Statistiche

### Presenze e reti nei club
Statistiche aggiornate al 30 novembre 2014.
| Stagione          | Squadra           | Campionato        | Campionato | Campionato | Coppe nazionali | Coppe nazionali | Coppe nazionali | Coppe continentali | Coppe continentali | Coppe continentali | Altre coppe | Altre coppe | Altre coppe | Totale | Totale |
| Stagione          | Squadra           | Comp              | Pres       | Reti       | Comp            | Pres            | Reti            | Comp               | Pres               | Reti               | Comp        | Pres        | Reti        | Pres   | Reti   |
| ----------------- | ----------------- | ----------------- | ---------- | ---------- | --------------- | --------------- | --------------- | ------------------ | ------------------ | ------------------ | ----------- | ----------- | ----------- | ------ | ------ |
| 1993-1994         | Aarhus            | SD                | 6          | 2          | CD              | 0               | 0               | -                  | -                  | -                  | -           | -           | -           | 6      | 2      |
| 1994-1995         | Aarhus            | SD                | 21         | 4          | CD              | 0               | 0               | -                  | -                  | -                  | -           | -           | -           | 21     | 4      |
| 1995-1996         | Aarhus            | SD                | 25         | 1          | CD              | 0               | 0               | Int                | 2                  | 1                  | -           | -           | -           | 27     | 2      |
| 1996-1997         | Aarhus            | SD                | 30         | 6          | CD              | 0               | 0               | -                  | -                  | -                  | -           | -           | -           | 30     | 6      |
| 1997-1998         | Udinese           | A                 | 21         | 2          | CI              | 1               | 0               | CU                 | 1                  | 0                  | -           | -           | -           | 23     | 2      |
| 1998-1999         | Udinese           | A                 | 26+2       | 4          | CI              | 5               | 1               | CU                 | 2                  | 0                  | -           | -           | -           | 35     | 5      |
| 1999-2000         | Udinese           | A                 | 30         | 7          | CI              | 0               | 0               | CU                 | 8                  | 0                  | -           | -           | -           | 38     | 7      |
| 2000-2001         | Udinese           | A                 | 27         | 4          | CI              | 3               | 0               | Int+CU             | 0+3                | 0                  | -           | -           | -           | 33     | 4      |
| 2001-2002         | Udinese           | A                 | 19         | 6          | CI              | 2               | 1               | -                  | -                  | -                  | -           | -           | -           | 21     | 7      |
| 2002-2003         | Udinese           | A                 | 27         | 4          | CI              | 2               | 0               | -                  | -                  | -                  | -           | -           | -           | 29     | 4      |
| 2003-2004         | Udinese           | A                 | 34         | 3          | CI              | 3               | 0               | CU                 | 2                  | 0                  | -           | -           | -           | 39     | 3      |
| Totale Udinese    | Totale Udinese    | Totale Udinese    | 184+2      | 30         |                 | 16              | 2               |                    | 16                 | 0                  |             | -           | -           | 218    | 32     |
| 2004-2005         | Fiorentina        | A                 | 30         | 3          | CI              | 3               | 0               | -                  | -                  | -                  | -           | -           | -           | 33     | 3      |
| 2005-2006         | Fiorentina        | A                 | 37         | 7          | CI              | 4               | 0               | -                  | -                  | -                  | -           | -           | -           | 41     | 7      |
| 2006-2007         | Fiorentina        | A                 | 35         | 3          | CI              | 2               | 0               | -                  | -                  | -                  | -           | -           | -           | 37     | 3      |
| 2007-2008         | Fiorentina        | A                 | 26         | 0          | CI              | 3               | 0               | CU                 | 11                 | 2                  | -           | -           | -           | 40     | 2      |
| 2008-2009         | Fiorentina        | A                 | 10         | 1          | CI              | 0               | 0               | UCL+CU             | 2+1                | 0                  | -           | -           | -           | 13     | 1      |
| 2009-gen. 2010    | Fiorentina        | A                 | 13         | 0          | CI              | 0               | 0               | UCL                | 5                  | 1                  | -           | -           | -           | 18     | 1      |
| Totale Fiorentina | Totale Fiorentina | Totale Fiorentina | 151        | 14         |                 | 12              | 0               |                    | 19                 | 3                  |             | -           | -           | 182    | 17     |
| gen.-giu. 2010    | Aarhus            | SD                | 13         | 0          | CD              | 0               | 0               | -                  | -                  | -                  | -           | -           | -           | 13     | 0      |
| 2010-2011         | Aarhus            | 1D                | 24         | 2          | CD              | 2               | 0               | -                  | -                  | -                  | -           | -           | -           | 26     | 2      |
| 2011-2012         | Aarhus            | SD                | 32         | 5          | CD              | 1               | 0               | -                  | -                  | -                  | -           | -           | -           | 33     | 5      |
| 2012-2013         | Aarhus            | SD                | 14         | 1          | CD              | 2               | 1               | UEL                | 2                  | 0                  | -           | -           | -           | 18     | 2      |
| 2013-2014         | Aarhus            | SD                | 18         | 0          | CD              | 4               | 0               | -                  | -                  | -                  | -           | -           | -           | 22     | 0      |
| 2014-2015         | Aarhus            | 1D                | 12         | 1          | CD              | 2               | 0               | -                  | -                  | -                  | -           | -           | -           | 14     | 1      |
| Totale Aarhus     | Totale Aarhus     | Totale Aarhus     | 195        | 22         |                 | 11              | 0               |                    | 4                  | 0                  |             | -           | -           | 210    | 22     |
| Totale carriera   | Totale carriera   | Totale carriera   | 530+2      | 66         |                 | 39              | 3               |                    | 39                 | 4                  |             | -           | -           | 610    | 73     |

### Cronologia presenze e reti in nazionale
| Cronologia completa delle presenze e delle reti in nazionale ― Danimarca | Cronologia completa delle presenze e delle reti in nazionale ― Danimarca | Cronologia completa delle presenze e delle reti in nazionale ― Danimarca | Cronologia completa delle presenze e delle reti in nazionale ― Danimarca | Cronologia completa delle presenze e delle reti in nazionale ― Danimarca | Cronologia completa delle presenze e delle reti in nazionale ― Danimarca | Cronologia completa delle presenze e delle reti in nazionale ― Danimarca | Cronologia completa delle presenze e delle reti in nazionale ― Danimarca |
| Data                                                                     | Città                                                                    | In casa                                                                  | Risultato                                                                | Ospiti                                                                   | Competizione                                                             | Reti                                                                     | Note                                                                     |
| ------------------------------------------------------------------------ | ------------------------------------------------------------------------ | ------------------------------------------------------------------------ | ------------------------------------------------------------------------ | ------------------------------------------------------------------------ | ------------------------------------------------------------------------ | ------------------------------------------------------------------------ | ------------------------------------------------------------------------ |
| 25-3-1998                                                                | Glasgow                                                                  | Scozia                                                                   | 0 – 1                                                                    | Danimarca                                                                | Amichevole                                                               | -                                                                        | 76’                                                                      |
| 22-4-1998                                                                | Copenaghen                                                               | Danimarca                                                                | 0 – 2                                                                    | Norvegia                                                                 | Amichevole                                                               | -                                                                        | 83’                                                                      |
| 28-5-1998                                                                | Malmö                                                                    | Svezia                                                                   | 3 – 0                                                                    | Danimarca                                                                | Amichevole                                                               | -                                                                        | 46’                                                                      |
| 5-6-1998                                                                 | Copenaghen                                                               | Danimarca                                                                | 1 – 2                                                                    | Camerun                                                                  | Amichevole                                                               | -                                                                        |                                                                          |
| 12-6-1998                                                                | Lens                                                                     | Arabia Saudita                                                           | 0 – 1                                                                    | Danimarca                                                                | Mondiali 1998 - 1º turno                                                 | -                                                                        | 73’                                                                      |
| 18-6-1998                                                                | Tolosa                                                                   | Sudafrica                                                                | 1 – 1                                                                    | Danimarca                                                                | Mondiali 1998 - 1º turno                                                 | -                                                                        |                                                                          |
| 24-6-1998                                                                | Lione                                                                    | Francia                                                                  | 2 – 1                                                                    | Danimarca                                                                | Mondiali 1998 - 1º turno                                                 | -                                                                        | 55’                                                                      |
| 28-6-1998                                                                | Saint-Denis                                                              | Nigeria                                                                  | 1 – 4                                                                    | Danimarca                                                                | Mondiali 1998 - Ottavi di finale                                         | -                                                                        |                                                                          |
| 3-7-1998                                                                 | Nantes                                                                   | Brasile                                                                  | 3 – 2                                                                    | Danimarca                                                                | Mondiali 1998 - Quarti di finale                                         | 1                                                                        |                                                                          |
| 5-9-1998                                                                 | Minsk                                                                    | Bielorussia                                                              | 0 – 0                                                                    | Danimarca                                                                | Qual. Euro 2000                                                          | -                                                                        | 67’                                                                      |
| 10-10-1998                                                               | Copenaghen                                                               | Danimarca                                                                | 1 – 2                                                                    | Galles                                                                   | Qual. Euro 2000                                                          | -                                                                        |                                                                          |
| 14-10-1998                                                               | Zurigo                                                                   | Svizzera                                                                 | 1 – 1                                                                    | Danimarca                                                                | Qual. Euro 2000                                                          | -                                                                        |                                                                          |
| 10-2-1999                                                                | Spalato                                                                  | Croazia                                                                  | 0 – 1                                                                    | Danimarca                                                                | Amichevole                                                               | -                                                                        | 55’                                                                      |
| 27-3-1999                                                                | Copenaghen                                                               | Danimarca                                                                | 1 – 2                                                                    | Italia                                                                   | Qual. Euro 2000                                                          | -                                                                        |                                                                          |
| 28-4-1999                                                                | Copenaghen                                                               | Danimarca                                                                | 1 – 1                                                                    | Sudafrica                                                                | Amichevole                                                               | -                                                                        | 61’                                                                      |
| 5-6-1999                                                                 | Copenaghen                                                               | Danimarca                                                                | 1 – 0                                                                    | Bielorussia                                                              | Qual. Euro 2000                                                          | -                                                                        |                                                                          |
| 9-6-1999                                                                 | Liverpool                                                                | Galles                                                                   | 0 – 2                                                                    | Danimarca                                                                | Qual. Euro 2000                                                          | -                                                                        | 89’                                                                      |
| 18-8-1999                                                                | Copenaghen                                                               | Danimarca                                                                | 0 – 0                                                                    | Paesi Bassi                                                              | Amichevole                                                               | -                                                                        | 53’                                                                      |
| 4-9-1999                                                                 | Odense                                                                   | Danimarca                                                                | 2 – 1                                                                    | Svizzera                                                                 | Qual. Euro 2000                                                          | -                                                                        |                                                                          |
| 8-9-1999                                                                 | Napoli                                                                   | Italia                                                                   | 2 – 3                                                                    | Danimarca                                                                | Qual. Euro 2000                                                          | 1                                                                        |                                                                          |
| 13-11-1999                                                               | Tel Aviv                                                                 | Israele                                                                  | 0 – 5                                                                    | Danimarca                                                                | Qual. Euro 2000                                                          | 1                                                                        | 86’                                                                      |
| 17-11-1999                                                               | Copenaghen                                                               | Danimarca                                                                | 3 – 0                                                                    | Israele                                                                  | Qual. Euro 2000                                                          | -                                                                        |                                                                          |
| 29-3-2000                                                                | Leiria                                                                   | Portogallo                                                               | 2 – 1                                                                    | Danimarca                                                                | Amichevole                                                               | -                                                                        | 71’                                                                      |
| 11-6-2000                                                                | Bruges                                                                   | Francia                                                                  | 3 – 0                                                                    | Danimarca                                                                | Euro 2000 - 1º turno                                                     | -                                                                        | 72’                                                                      |
| 15-11-2000                                                               | Copenaghen                                                               | Danimarca                                                                | 2 – 1                                                                    | Germania                                                                 | Amichevole                                                               | -                                                                        | 78’                                                                      |
| 24-3-2001                                                                | Ta' Qali                                                                 | Malta                                                                    | 0 – 5                                                                    | Danimarca                                                                | Qual. Mondiali 2002                                                      | -                                                                        | 75’                                                                      |
| 28-3-2001                                                                | Praga                                                                    | Rep. Ceca                                                                | 0 – 0                                                                    | Danimarca                                                                | Qual. Mondiali 2002                                                      | -                                                                        | 46’                                                                      |
| 2-6-2001                                                                 | Copenaghen                                                               | Danimarca                                                                | 2 – 1                                                                    | Rep. Ceca                                                                | Qual. Mondiali 2002                                                      | -                                                                        | 87’                                                                      |
| 6-6-2001                                                                 | Copenaghen                                                               | Danimarca                                                                | 2 – 1                                                                    | Malta                                                                    | Qual. Mondiali 2002                                                      | -                                                                        |                                                                          |
| 6-10-2001                                                                | Copenaghen                                                               | Danimarca                                                                | 6 – 0                                                                    | Islanda                                                                  | Qual. Mondiali 2002                                                      | -                                                                        |                                                                          |
| 10-11-2001                                                               | Copenaghen                                                               | Danimarca                                                                | 1 – 1                                                                    | Paesi Bassi                                                              | Amichevole                                                               | 1                                                                        |                                                                          |
| 17-5-2002                                                                | Copenaghen                                                               | Danimarca                                                                | 2 – 1                                                                    | Camerun                                                                  | Amichevole                                                               | -                                                                        | 46’                                                                      |
| 1-6-2002                                                                 | Ulsan                                                                    | Uruguay                                                                  | 1 – 2                                                                    | Danimarca                                                                | Mondiali 2002 - 1º turno                                                 | -                                                                        | 70’                                                                      |
| 6-6-2002                                                                 | Taegu                                                                    | Danimarca                                                                | 1 – 1                                                                    | Senegal                                                                  | Mondiali 2002 - 1º turno                                                 | -                                                                        | 70’                                                                      |
| 11-6-2002                                                                | Incheon                                                                  | Danimarca                                                                | 2 – 0                                                                    | Francia                                                                  | Mondiali 2002 - 1º turno                                                 | -                                                                        | 46’                                                                      |
| 12-10-2002                                                               | Copenaghen                                                               | Danimarca                                                                | 2 – 0                                                                    | Lussemburgo                                                              | Qual. Euro 2004                                                          | -                                                                        | 74’                                                                      |
| 20-11-2002                                                               | Copenaghen                                                               | Danimarca                                                                | 2 – 0                                                                    | Polonia                                                                  | Amichevole                                                               | -                                                                        | 69’                                                                      |
| 29-3-2003                                                                | Bucarest                                                                 | Romania                                                                  | 2 – 5                                                                    | Danimarca                                                                | Qual. Euro 2004                                                          | -                                                                        | 46’                                                                      |
| 2-4-2003                                                                 | Copenaghen                                                               | Danimarca                                                                | 0 – 2                                                                    | Bosnia ed Erzegovina                                                     | Qual. Euro 2004                                                          | -                                                                        |                                                                          |
| 30-4-2003                                                                | Copenaghen                                                               | Danimarca                                                                | 1 – 0                                                                    | Ucraina                                                                  | Amichevole                                                               | -                                                                        | 70’                                                                      |
| 7-6-2003                                                                 | Copenaghen                                                               | Danimarca                                                                | 1 – 0                                                                    | Norvegia                                                                 | Qual. Euro 2004                                                          | -                                                                        | 84’                                                                      |
| 11-6-2003                                                                | Lussemburgo                                                              | Lussemburgo                                                              | 0 – 2                                                                    | Danimarca                                                                | Qual. Euro 2004                                                          | -                                                                        |                                                                          |
| 20-8-2003                                                                | Copenaghen                                                               | Danimarca                                                                | 1 – 1                                                                    | Finlandia                                                                | Amichevole                                                               | -                                                                        |                                                                          |
| 10-9-2003                                                                | Copenaghen                                                               | Danimarca                                                                | 2 – 2                                                                    | Romania                                                                  | Qual. Euro 2004                                                          | -                                                                        |                                                                          |
| 11-10-2003                                                               | Sarajevo                                                                 | Bosnia ed Erzegovina                                                     | 1 – 1                                                                    | Danimarca                                                                | Qual. Euro 2004                                                          | 1                                                                        | 57’                                                                      |
| 16-11-2003                                                               | Manchester                                                               | Inghilterra                                                              | 2 – 3                                                                    | Danimarca                                                                | Amichevole                                                               | 2                                                                        | 84’                                                                      |
| 18-2-2004                                                                | Adana                                                                    | Turchia                                                                  | 0 – 1                                                                    | Danimarca                                                                | Amichevole                                                               | 1                                                                        | 58’                                                                      |
| 31-3-2004                                                                | Gijón                                                                    | Spagna                                                                   | 2 – 0                                                                    | Danimarca                                                                | Amichevole                                                               | -                                                                        | 46’                                                                      |
| 28-4-2004                                                                | Copenaghen                                                               | Danimarca                                                                | 1 – 0                                                                    | Scozia                                                                   | Amichevole                                                               | -                                                                        | 66’                                                                      |
| 14-6-2004                                                                | Guimarães                                                                | Danimarca                                                                | 0 – 0                                                                    | Italia                                                                   | Euro 2004 - 1º turno                                                     | -                                                                        | 72’                                                                      |
| 18-6-2004                                                                | Braga                                                                    | Bulgaria                                                                 | 0 – 2                                                                    | Danimarca                                                                | Euro 2004 - 1º turno                                                     | -                                                                        | 72’                                                                      |
| 22-6-2004                                                                | Porto                                                                    | Danimarca                                                                | 2 – 2                                                                    | Svezia                                                                   | Euro 2004 - 1º turno                                                     | -                                                                        | 57’                                                                      |
| 27-6-2004                                                                | Porto                                                                    | Rep. Ceca                                                                | 3 – 0                                                                    | Danimarca                                                                | Euro 2004 - Quarti di finale                                             | -                                                                        | 85’                                                                      |
| 18-8-2004                                                                | Poznań                                                                   | Polonia                                                                  | 1 – 5                                                                    | Danimarca                                                                | Amichevole                                                               | -                                                                        | 59’                                                                      |
| 4-9-2004                                                                 | Copenaghen                                                               | Danimarca                                                                | 1 – 1                                                                    | Ucraina                                                                  | Qual. Mondiali 2006                                                      | 1                                                                        |                                                                          |
| 9-10-2004                                                                | Tirana                                                                   | Albania                                                                  | 0 – 2                                                                    | Danimarca                                                                | Qual. Mondiali 2006                                                      | 1                                                                        | 83’                                                                      |
| 13-10-2004                                                               | Copenaghen                                                               | Danimarca                                                                | 1 – 1                                                                    | Turchia                                                                  | Qual. Mondiali 2006                                                      | -                                                                        | 78’                                                                      |
| 17-11-2004                                                               | Tbilisi                                                                  | Georgia                                                                  | 2 – 2                                                                    | Danimarca                                                                | Qual. Mondiali 2006                                                      | -                                                                        | 89’                                                                      |
| 9-2-2005                                                                 | Il Pireo                                                                 | Grecia                                                                   | 2 – 1                                                                    | Danimarca                                                                | Qual. Mondiali 2006                                                      | -                                                                        | 46’                                                                      |
| 26-3-2005                                                                | Copenaghen                                                               | Danimarca                                                                | 3 – 0                                                                    | Kazakistan                                                               | Qual. Mondiali 2006                                                      | -                                                                        |                                                                          |
| 30-3-2005                                                                | Kiev                                                                     | Ucraina                                                                  | 1 – 0                                                                    | Danimarca                                                                | Qual. Mondiali 2006                                                      | -                                                                        | 83’                                                                      |
| 2-6-2005                                                                 | Tampere                                                                  | Finlandia                                                                | 0 – 1                                                                    | Danimarca                                                                | Amichevole                                                               | -                                                                        |                                                                          |
| 8-6-2005                                                                 | Copenaghen                                                               | Danimarca                                                                | 3 – 1                                                                    | Albania                                                                  | Qual. Mondiali 2006                                                      | 1                                                                        |                                                                          |
| 17-8-2005                                                                | Copenaghen                                                               | Danimarca                                                                | 4 – 1                                                                    | Inghilterra                                                              | Amichevole                                                               | -                                                                        | 46’                                                                      |
| 3-9-2005                                                                 | Istanbul                                                                 | Turchia                                                                  | 2 – 1                                                                    | Danimarca                                                                | Qual. Mondiali 2006                                                      | -                                                                        | 79’                                                                      |
| 7-9-2005                                                                 | Copenaghen                                                               | Danimarca                                                                | 6 – 1                                                                    | Georgia                                                                  | Qual. Mondiali 2006                                                      | -                                                                        |                                                                          |
| 8-10-2005                                                                | Copenaghen                                                               | Danimarca                                                                | 1 – 0                                                                    | Grecia                                                                   | Qual. Mondiali 2006                                                      | -                                                                        |                                                                          |
| 12-10-2005                                                               | Almaty                                                                   | Kazakistan                                                               | 1 – 2                                                                    | Danimarca                                                                | Qual. Mondiali 2006                                                      | -                                                                        |                                                                          |
| 1-3-2006                                                                 | Tel Aviv                                                                 | Israele                                                                  | 0 – 2                                                                    | Danimarca                                                                | Amichevole                                                               | -                                                                        |                                                                          |
| 27-5-2006                                                                | Aarhus                                                                   | Danimarca                                                                | 1 – 1                                                                    | Paraguay                                                                 | Amichevole                                                               | -                                                                        |                                                                          |
| 31-5-2006                                                                | Lens                                                                     | Francia                                                                  | 2 – 0                                                                    | Danimarca                                                                | Amichevole                                                               | -                                                                        |                                                                          |
| 16-8-2006                                                                | Odense                                                                   | Danimarca                                                                | 2 – 0                                                                    | Polonia                                                                  | Amichevole                                                               | -                                                                        | cap. 77’                                                                 |
| 1-9-2006                                                                 | Copenaghen                                                               | Danimarca                                                                | 4 – 2                                                                    | Portogallo                                                               | Amichevole                                                               | 1                                                                        | 79’                                                                      |
| 6-9-2006                                                                 | Reykjavík                                                                | Islanda                                                                  | 0 – 2                                                                    | Danimarca                                                                | Qual. Euro 2008                                                          | -                                                                        | 90’                                                                      |
| 7-10-2006                                                                | Copenaghen                                                               | Danimarca                                                                | 0 – 0                                                                    | Irlanda del Nord                                                         | Qual. Euro 2008                                                          | -                                                                        |                                                                          |
| 11-10-2006                                                               | Vaduz                                                                    | Liechtenstein                                                            | 0 – 4                                                                    | Danimarca                                                                | Qual. Euro 2008                                                          | -                                                                        |                                                                          |
| 6-2-2007                                                                 | Londra                                                                   | Danimarca                                                                | 3 – 1                                                                    | Australia                                                                | Amichevole                                                               | -                                                                        | 71’                                                                      |
| 24-3-2007                                                                | Madrid                                                                   | Spagna                                                                   | 2 – 1                                                                    | Danimarca                                                                | Qual. Euro 2008                                                          | -                                                                        | 35’                                                                      |
| 2-6-2007                                                                 | Copenaghen                                                               | Danimarca                                                                | 0 – 3                                                                    | Svezia                                                                   | Qual. Euro 2008                                                          | -                                                                        |                                                                          |
| 6-6-2007                                                                 | Riga                                                                     | Lettonia                                                                 | 0 – 2                                                                    | Danimarca                                                                | Qual. Euro 2008                                                          | -                                                                        |                                                                          |
| 17-11-2007                                                               | Belfast                                                                  | Irlanda del Nord                                                         | 2 – 1                                                                    | Danimarca                                                                | Qual. Euro 2008                                                          | -                                                                        | cap. 80’                                                                 |
| 21-11-2007                                                               | Copenaghen                                                               | Danimarca                                                                | 4 – 0                                                                    | Islanda                                                                  | Qual. Euro 2008                                                          | -                                                                        | 54’                                                                      |
| 6-2-2008                                                                 | Nova Gorica                                                              | Slovenia                                                                 | 1 – 2                                                                    | Danimarca                                                                | Amichevole                                                               | -                                                                        | 72’                                                                      |
| 29-5-2008                                                                | Eindhoven                                                                | Paesi Bassi                                                              | 1 – 1                                                                    | Danimarca                                                                | Amichevole                                                               | -                                                                        | cap. 62’                                                                 |
| 1-6-2008                                                                 | Chorzów                                                                  | Polonia                                                                  | 1 – 1                                                                    | Danimarca                                                                | Amichevole                                                               | -                                                                        | cap. 46’                                                                 |
| 28-3-2009                                                                | Ta' Qali                                                                 | Malta                                                                    | 0 – 3                                                                    | Danimarca                                                                | Qual. Mondiali 2010                                                      | -                                                                        | cap.                                                                     |
| 1-4-2009                                                                 | Copenaghen                                                               | Danimarca                                                                | 3 – 0                                                                    | Albania                                                                  | Qual. Mondiali 2010                                                      | -                                                                        | cap. 46’                                                                 |
| 6-6-2009                                                                 | Solna                                                                    | Svezia                                                                   | 0 – 1                                                                    | Danimarca                                                                | Qual. Mondiali 2010                                                      | -                                                                        | cap. 56’                                                                 |
| 12-8-2009                                                                | Brøndby                                                                  | Danimarca                                                                | 1 – 2                                                                    | Cile                                                                     | Amichevole                                                               | -                                                                        | 55’                                                                      |
| 5-9-2009                                                                 | Copenaghen                                                               | Danimarca                                                                | 1 – 1                                                                    | Portogallo                                                               | Qual. Mondiali 2010                                                      | -                                                                        | 61’                                                                      |
| 9-9-2009                                                                 | Tirana                                                                   | Albania                                                                  | 1 – 1                                                                    | Danimarca                                                                | Qual. Mondiali 2010                                                      | -                                                                        | 69’                                                                      |
| 10-10-2009                                                               | Copenaghen                                                               | Danimarca                                                                | 1 – 0                                                                    | Svezia                                                                   | Qual. Mondiali 2010                                                      | -                                                                        | 46’                                                                      |
| 18-11-2009                                                               | Aarhus                                                                   | Danimarca                                                                | 3 – 1                                                                    | Stati Uniti                                                              | Amichevole                                                               | -                                                                        | cap. 79’                                                                 |
| 27-5-2010                                                                | Aalborg                                                                  | Danimarca                                                                | 2 – 0                                                                    | Senegal                                                                  | Amichevole                                                               | -                                                                        | 46’                                                                      |
| 1-6-2010                                                                 | Johannesburg                                                             | Australia                                                                | 1 – 0                                                                    | Danimarca                                                                | Amichevole                                                               | -                                                                        | 79’                                                                      |
| 5-6-2010                                                                 | Atteridgeville                                                           | Sudafrica                                                                | 1 – 0                                                                    | Danimarca                                                                | Amichevole                                                               | -                                                                        |                                                                          |
| 14-6-2010                                                                | Johannesburg                                                             | Paesi Bassi                                                              | 2 – 0                                                                    | Danimarca                                                                | Mondiali 2010 - 1º turno                                                 | -                                                                        | cap.                                                                     |
| 19-6-2010                                                                | Pretoria                                                                 | Camerun                                                                  | 1 – 2                                                                    | Danimarca                                                                | Mondiali 2010 - 1º turno                                                 | -                                                                        | 46’                                                                      |
| 24-6-2010                                                                | Rustenburg                                                               | Danimarca                                                                | 1 – 3                                                                    | Giappone                                                                 | Mondiali 2010 - 1º turno                                                 | -                                                                        | 34’                                                                      |
| 17-11-2010                                                               | Aarhus                                                                   | Danimarca                                                                | 0 – 0                                                                    | Rep. Ceca                                                                | Amichevole                                                               | -                                                                        | cap. 28’                                                                 |
| 7-10-2011                                                                | Nicosia                                                                  | Cipro                                                                    | 1 – 4                                                                    | Danimarca                                                                | Qual. Euro 2012                                                          | -                                                                        | 68’                                                                      |
| 15-11-2011                                                               | Esbjerg                                                                  | Danimarca                                                                | 2 – 1                                                                    | Finlandia                                                                | Amichevole                                                               | -                                                                        | 55’                                                                      |
| Totale                                                                   |                                                                          | Presenze (9º posto)                                                      | 102                                                                      |                                                                          | Reti                                                                     | 12                                                                       |                                                                          |

## Palmarès

### Club

#### Competizioni nazionali
- Coppa di Danimarca: 1

Aarhus: 1995-1996

#### Competizioni internazionali
- Coppa Intertoto UEFA: 1

Udinese: 2000